# Limone sul Garda

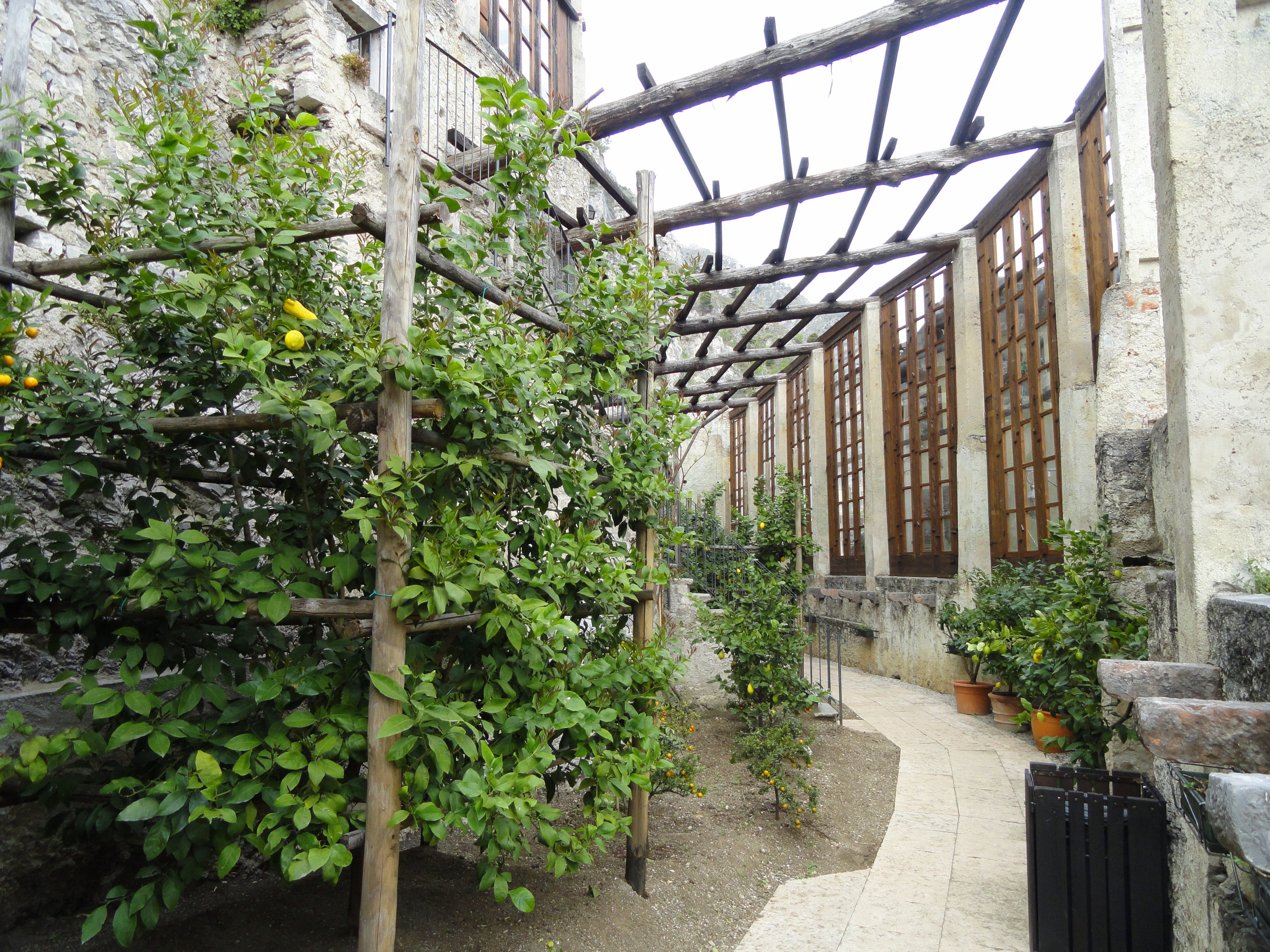
Limonaia (citrustermesztő ház) Limone sul Gardában

Limone sul Garda (lombard nyelven Limù) olaszországi község (comune) Brescia megyében, Lombardia tartományban a Garda-tó északnyugati partján.

## Történelem
A neve nem az itt megtermett híres citromból (limone) ered, hanem valószínűleg a latin limes, vagyis határ szóból származik.
Területe az újkőkorszak óta lakott. I. e. 600 körül a kelták telepedtek meg a vidéken, akiket i. e. 200 körül gyarmatosítottak a rómaiak. Elszenvedte Észak-Olaszország sokszori uralomváltását. A település felvirágzása a Velencei Köztársaság fennhatósága idején, a 15. század első felében jött el.
A gazdaságot évszázadokon át a halászat és az olivabogyó-termesztés uralta. Ezt egészítették ki a citrusfélék, aminek a település a legészakibb termőterülete. A hűvös időszakban befedhető favázas védőépületekbe (limonaia) telepítik a növényeket. A rossz minőségű talaj feljavítására csónakokon hoztak adalékanyagokat a tó déli partjáról. Ezek az ültetvények ihlették Goethét 1786 szeptemberében tett látogatása után a Wilhelm Meister tanulóéveibe foglalt Mignon-vers („Kennst Du das Land, wo die Zitronen blühn?”/„Ismered a hont, hol citrom virul?”) megírására.
A 19. században új iparágak jelentek meg: magnézium-oxid- és papírgyártás, selyemhernyó-tenyésztés. Az I. világháború idején a heves osztrák–olasz csatározások miatt evakuálták a lakosságot. A két háború között nagy lökést adott a fejlődésnek az 1932-ben átadott Gardesana Occidentale panorámaút.
A II. világháború után vált a kis halászfalu az egyik legkedveltebb turistacélponttá.

## Egészség
1979-ben kutatók felfedezték, hogy sok Limoneból származó lakos vérében olyan proteinek találhatók, amelyek sokkal gyorsabban lebontják a zsírt a vérerekben, és így radikálisan csökkentik a szív- és érrendszeri betegségek kialakulásának kockázatát. Ez a különleges fehérje okozhatja azt a meglepő tényt, hogy a lakosság magas arányban éri meg akár a 100 éves kort.